# Mistrzostwa Panamerykańskie w Zapasach 2003
Mistrzostwa rozegrano 18 maja 2003 roku w Gwatemali.

## Tabela medalowa
|     | Państwo    |    |    |    | Razem: |
| --- | ---------- | -- | -- | -- | ------ |
| 1.  | USA        | 8  | 5  | 2  | 15     |
| 2.  | Kuba       | 6  | 3  | 3  | 12     |
| 3.  | Wenezuela  | 5  | 2  | 5  | 12     |
| 4.  | Kanada     | 2  | 6  | 3  | 11     |
| 5.  | Kolumbia   | 0  | 2  | 2  | 4      |
| 6.  | Dominikana | 0  | 1  | 2  | 3      |
| 7.  | Meksyk     | 0  | 1  | 1  | 2      |
| 8.  | Peru       | 0  | 1  | 1  | 2      |
| 9.  | Portoryko  | 0  | 0  | 1  | 1      |
| 10. | Gwatemala  | 0  | 0  | 1  | 1      |
|     | razem:     | 21 | 21 | 21 | 63     |

## Wyniki

### W stylu klasycznym
| Waga   | złoty               | srebrny                 | brązowy                 |
| ------ | ------------------- | ----------------------- | ----------------------- |
| 55 kg  | Osmany Duca         | Lindsey Durlacher       | Jansel Ramírez          |
| 60 kg  | James Gruenwald     | Luis Liendo             | Adrián Betancourt Pérez |
| 66 kg  | Kevin Bracken       | Ángelo Mota Brea        | Reniel Díaz             |
| 74 kg  | Yorli Patiño        | Luis Fernando Izquierdo | Sixto Barrera           |
| 84 kg  | Luis Enrique Méndez | Brad Vering             | Jean Ramírez            |
| 96 kg  | Alain Rivas         | Jason Loukides          | Luis Talavera           |
| 120 kg | Dremiel Byers       | Mijaín López            | Edward Díaz             |

### W stylu wolnym
| Waga   | złoty          | srebrny           | brązowy          |
| ------ | -------------- | ----------------- | ---------------- |
| 55 kg  | Luis Ibáñez    | Mikheil Japaridze | Fredy Serrano    |
| 60 kg  | Jesús Wilson   | Saeed Azarbayjani | Ricardo Roberty  |
| 66 kg  | Serguei Rondon | Neal Ewers        | Tony Danda       |
| 74 kg  | Iván Fundora   | Kirk White        | Zoltan Hunyady   |
| 84 kg  | Lee Fullhart   | Yosmany Romero    | Nicholas Ugoalah |
| 96 kg  | Dean Morrison  | Wilber Silega     | David Zilberman  |
| 120 kg | Brian Keck     | Colbie Bell       | Ángel Anaya      |

### W stylu wolnym kobiet
| Waga  | złoty              | srebrny         | brązowy            |
| ----- | ------------------ | --------------- | ------------------ |
| 48 kg | Mayelis Caripá     | Lyndsay Belisle | Patricia Miranda   |
| 51 kg | Agüis Rivas        | Rita Mateus     | Nancy Méndez       |
| 55 kg | Tonya Verbeek      | Tina George     | Marcia Andrades    |
| 59 kg | Yoselin Rojas      | Ester Mendoza   | Cristina Gutiérrez |
| 63 kg | Tara Rose Hedican  | Rainel Guerra   | Mabel Fonseca      |
| 67 kg | Jaramit Weffer     | Daniela Leaños  | Flor Ramírez       |
| 72 kg | Toccara Montgomery | Ohenewa Akuffo  | Carol Sugerisis    |